# 1755-ös lisszaboni földrengés

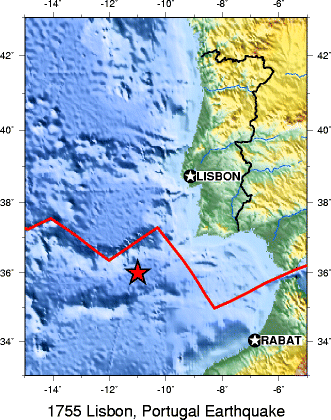
Az epicentrum helye

Az 1755-ös lisszaboni földrengés első rezdülését november 1-jén 9:30-kor észlelték. A pár perccel később érkező második, már annyira erős volt, hogy a keletkezett cunamival együtt a város legnagyobb részét romba döntötte. A rengés epicentruma Algarve partjai előtt volt, mégis Lisszabon, a legnépesebb település szenvedte el a legtöbb kárt. Több, mint 20 templom omlott össze és maga alá temette a mindenszentek napjára összegyűlt tömeget. A harmadik rengést már gyorsan terjedő futótűz követte. Pár órával később a Tajo óriási hullámokat vetett, és elöntötte a város alsó részét. Csak Lisszabonban min. 15 000 ember veszítette életét. A királyi család épp belémi kastélyában tartózkodott, emiatt sérülések nélkül úszták meg az eseményt. Lisszabon legszebb épületeiből is számtalan elpusztult a bennük lévő arannyal, értékes bútorokkal és festményekkel együtt.
A földrengés nagy hatással volt az európai gondolkodásra. Sok szemtanú beszámolója jelent meg az újságokban. Heves vita alakult ki azon, hogy a földrengés természeti jelenség vagy isteni harag jele volt, Lisszabon ugyanis híres volt gazdagságáról és hírhedt inkvizíciójáról. Neves irodalmi személyek vitatták írásaikban az eseményt. Voltaire egy versében elismerte a gonosz létezését, az embert pedig gyengének és boldogtalan sorsra ítéltnek nevezte.
A földrengés után azonnal I. József király főminisztere, Sebastião José de Carvalho e Melo, a későbbi Pombal márki már megrajzoltatta új várostervének körvonalait. Pombal első intézkedése ez volt:  Temessék el a holtakat és adjanak enni az élőknek”. Fokozatosan újjáépítette a várost. Hatékony intézkedésével teljes politikai hatalmat szerzett magának.
Mivel ezt a földrengést vizsgálták először részletesen, ekkorra tehető a modern szeizmológia születése. Mai álláspont szerint az 1755-ös földrengés erőssége a Richter-skála szerinti 9-es fokozatot is elérte, és epicentruma az Atlanti-óceánban helyezkedett el, a Szent Vincent-foktól (Cabo de São Vicente) kb. 200 km-re nyugat-délnyugatra.

## Érdekességek
Mária Antónia osztrák főhercegnő, a későbbi Marie Antoinette francia királyné a monda szerint a földrengés napján született. A keresztszüleinek választott portugál királyi pár, I. József (1714–1777) és felesége, Bourbon Mária portugál királyné (1718–1781) a tragédia miatt nem tudott részt venni a Bécsben megtartott keresztelőn. Később sokan baljós előjelnek tartották mindezt. (Valójában Marie Antoinette egy nappal később, november 2-án jött a világra, de a földrengés híre csak késve ért Ausztriába.)
```
„…1755-ben volt a történelem egyik legszörnyűbb földrengése. Bár az emberek általában a lisszaboni földrengésként említik, de kiterjedt 
Európa
, 
Afrika
 és 
Amerika
 nagy részére. Érezték 
Grönlandban
, a 
nyugat-indiai szigeteken
, 
Madeira
 szigetén, 
Norvégiában
 és 
Svédországban
, 
Nagy-Britanniában
 és 
Írországban
. Nem kevesebb, mint négymillió négyzetmérföldet érintett…” 
 
[
2
]
```